# Aspila charmione
Aspila charmione là một loài bướm đêm trong họ Noctuidae.